# Gustave Dupertuis
Gustave Albert Dupertuis, né le 26 avril 1864 à Champigny-sur-Marne dans le département de la Seine et mort à Lourdes le 22 mars 1943 est un militaire français.
Il s'illustre notamment, lors de la Première Guerre mondiale, au commandement du Régiment de marche de spahis marocains (RMSM).

## Biographie

### Famille

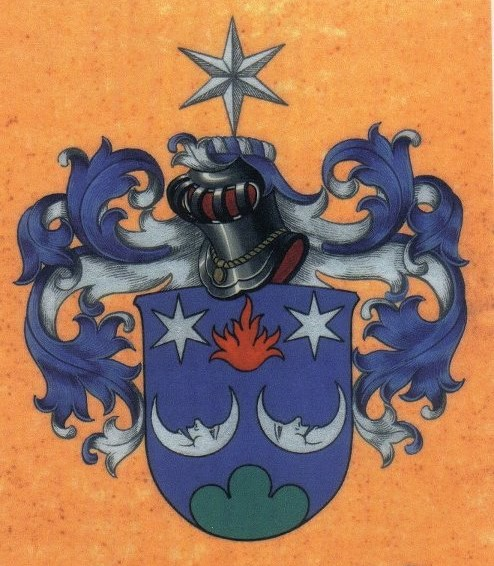
Armoiries Dupertuis (origine d'Ormont Dessous - Suisse)

Gustave Albert Dupertuis naît le 26 avril 1864 à Champigny-sur-Marne dans le département de la Seine du mariage de Marc François Emmanuel Dupertuis, chef de bataillon du 14e régiment de Paris et d'Amélie Sophie Hébert, rentière.
Le Grand père de Gustave : le Docteur Abraham Dupertuis s'étant illustré au cours de la guerre de 1870, une rue porte son nom à Champigny sur Marne.
En 1903, il est admis comme membre de la Société de géographie.
Le 14 octobre 1906 dans le 17e arrondissement de Paris, il épouse Pauline Virginie Berthe Poirrier, divorcée de Paul Marie Léon Regnard. Dans l'acte de mariage, son père (vice-président du Sénat) est déclaré « percepteur à la retraite, chevalier de la Légion d'honneur ».
Veuf en 1923, Gustave Dupertuis épouse en secondes noces dans le 17e arrondissement de Paris, le 2 décembre 1924, Berthe Collin, divorcée de Charles Gresser depuis le 28 décembre 1923. Berthe Collin a deux enfants : Charles Joseph Gresser (né à  Tsington en Chine en février 1910, mort le 6 novembre 1941) et Kurt Hans Gresser (né à Tri Nan Tou en Chine en novembre 1911, résistant au sein des forces françaises libres (FFL) durant la Seconde Guerre mondiale). Ces deux enfants prennent le nom de Dupertuis en 1935. De son mariage avec Berthe Collin, naît Henri en 1928 à Andlau qui relatera les souvenirs de son père (Henri Officier de la LH, GIG décédé en 2018), de Henri naissent Catherine Liliane en 1951, Olivier Guy en 1955 et Chantal en 1959.

### Un homme de convictions
Duel avec M Bauer :
Une rencontre à l'épée a eu lieu, ce matin, aux environs de Paris entre M. Bauer et le capitaine Dupertuis du 83" dragons. Au premier engagement, M. Bauer a été atteint au bras d'une blessure pénétrante de trois centimètres qui a mis fin au combat. Le motif du duel était d'ordre prive.
"Le capitaine Dupertuis, s'étànt jugé gravement offensé par M. Bauer, a chargé M; Le François et le capitaine Mauche' de lui demander une réparation parles armes.- M. Bauer a. mis en rapport les témoins du "capitaine Dupertuis avec MM. Napôleone et le comte de là Noc..
Une rencontre a été jugée inévitable. Elle a eu lieu aux environs de Paris ce matin. À la premiere reprise, • M. Bauer a été atteint au bras d'une blessure, pénétrante de trois centimètres qui de l'avis du docteur, des témoins et du directeur du combat, M.G.Breittnayer, a mis fin à la rencontre.
Duel avec "Le Géant Hit" :

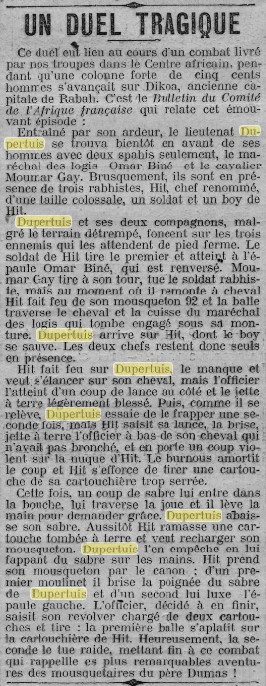

Voir la copie de l'article joint "Un duel tragique"

### Franc-maçonnerie
Le 23 mai 1914, le journal La Libre Parole indique l'appartenance de Gustave Dupertuis à deux loges maçonniques : « Les Amis de la Patrie » et « Les Philanthropes Réunis ». Le 19 octobre 1941, la présidence du Conseil fait publier au Journal officiel la « liste, par obédience, des dignitaires (hauts gradés et officiers de loge) de la franc-maçonnerie » : Gustave Dupertuis y figure avec la mention « Dupertuis (Albert-Gustave), général retraité, Andlau (Bas-Rhin), Loge des Amis de la Vérité de Paris (hon.) ».

### Mort et hommages
Gustave Dupertuis meurt à Lourdes le 22 mars 1943. Fiché par le régime de Vichy du fait de son appartenance à la Franc Maçonnerie, sa pension lui est supprimée et il se retrouvait alors quasiment sans ressources. Il est enterré à Lourdes.

## Carrière militaire

### Services et positions occupées

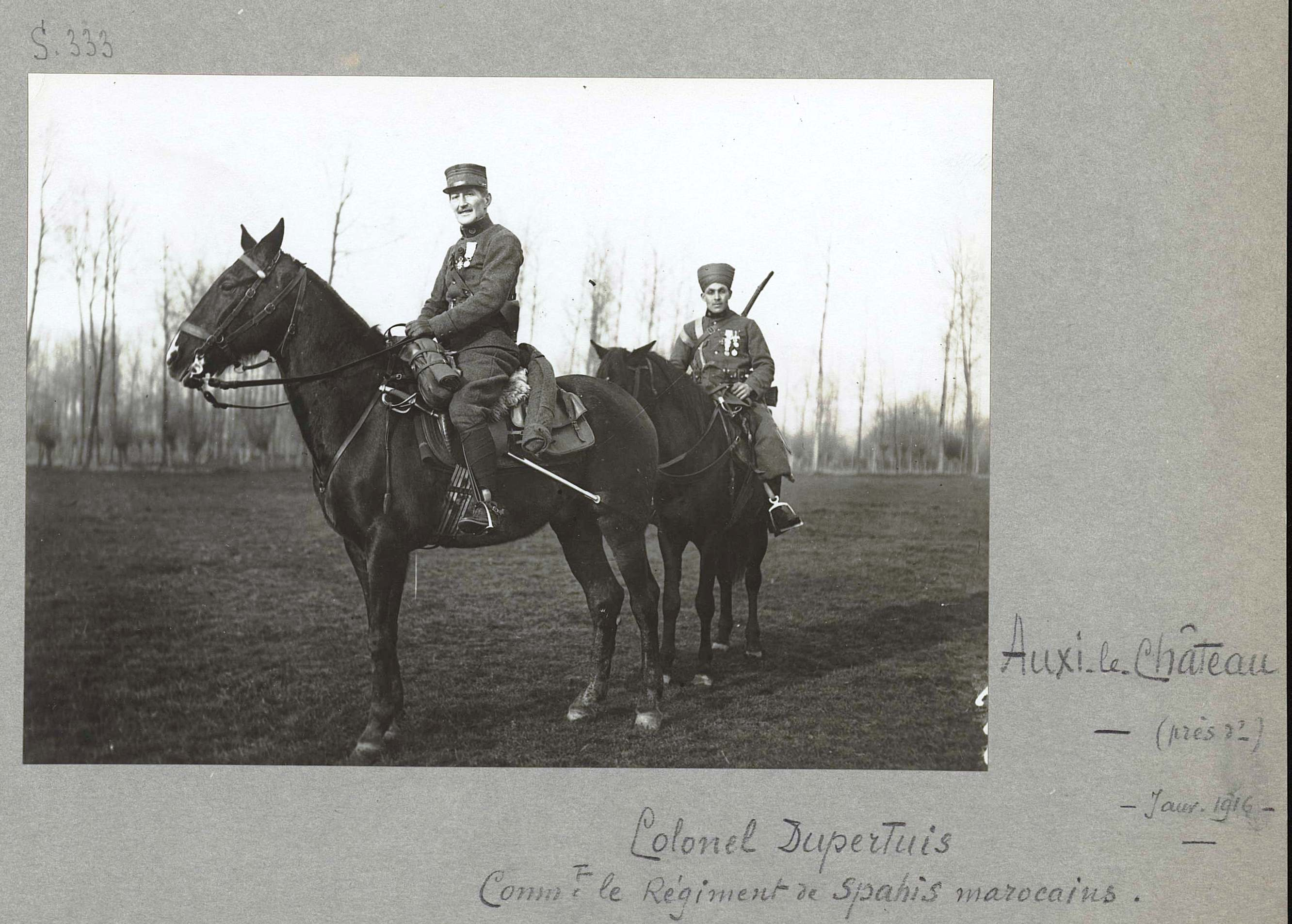
Le colonel Dupertuis à Auxy-le-Château en 1916.

Avant guerre, il se distingue tout d'abord en Afrique centrale pendant dix ans, du Tchad au Niger, à la tête des spahis ou des méharistes. Il est cité neuf fois,,.
Il participe ensuite à la pacification du Maroc à la tête de la cavalerie, notamment aux combats autour de Kénifra (juin 1914), ou sa conduite lui vaut une nouvelle citation.
Dès le début de la Première Guerre mondiale, il commande le Régiment de marche de spahis marocains (RMSM). Il est nommé colonel le 25 mai 1917 et s'illustre avec le RMSM sur le front des Balkans. Du fait de ses relations tendues avec le général Jouinot-Gambetta, il quitte le régiment en avril 1918, remplacé par le lieutenant-colonel Edmond Guespereau.
Après guerre, il commande en 1920-1921 la cavalerie de l'Armée du Levant et est nommé général de brigade en juin 1921,.
Il prend sa retraite en 1924 et le général Weygand lui rend hommage dans un ordre général.

### Fait singulier

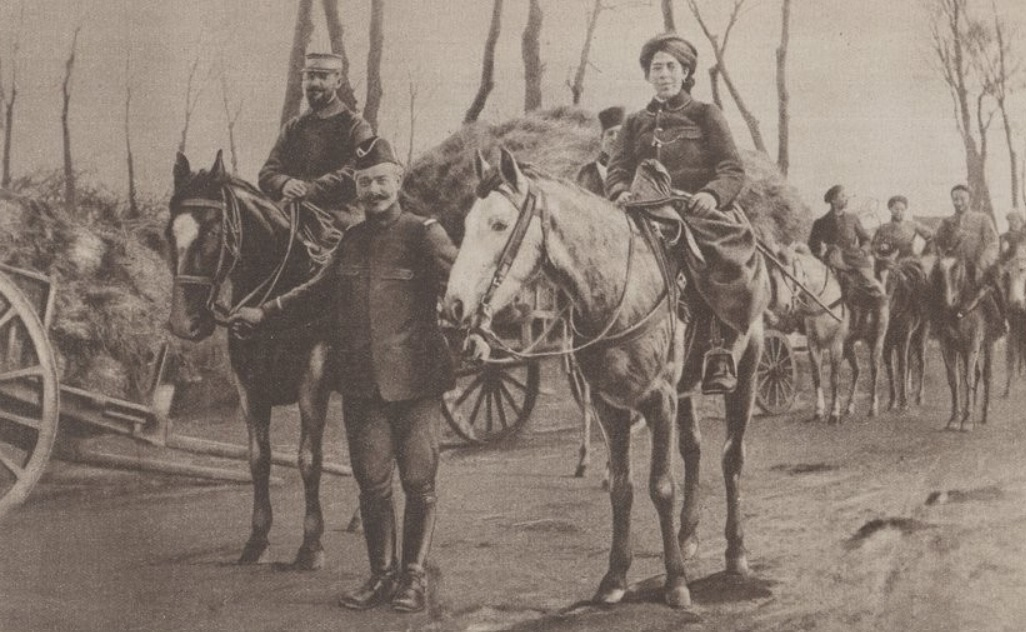
Fathima la Marocaine et le lieutenant-colonel Dupertuis, photo publiée par l'hebdomadaire Le Miroir le 13 juin 1915.

Le lieutenant-colonel Dupertuis a eu dans sa troupe, Fatima la Marocaine, intégrée aux spahis, la seule femme combattante connue de l’armée française,,,.

### Citations
En 1902, Gustave Dupertuis fait l'objet de six citations. Il est cité à nouveau lors de  la Première Guerre mondiale et sous son commandement le RMSM est cité deux fois  à l'ordre de l'armée en 1917 :
- une première citation à l'ordre de l'Armée française obtenue à la suite de la prise de Pogradec en Albanie en septembre 1917, Ordre général no 163 du général commandant l'Armée Française d'Orient, le 17 septembre 1917, général Grossetti : « Entraîné par son chef, le colonel Dupertuis, au cours de quatre journées et quatre nuits de combats ininterrompus, a forcé le passage du Dévoli, bousculé dans un terrain difficile et montagneux des bandes d'irréguliers, enlevé de haute lutte, sur une profondeur de 18 kilomètres, des ouvrages défendus par les troupes autrichiennes, pénétré à la baïonnette dans le village de Pogradec tenu par des contingents allemands, les refoulant au nord du village et assurant ainsi le plein succès de la manœuvre débordante qui lui avait été assignée. A donné un superbe exemple d'énergie et d'audace ; s'est emparé de plusieurs canons, de mitrailleuses ; de nombreux prisonniers et d'un important matériel. » ;
- une seconde citation en 1917 à Skumbi (Albanie) : « Sous le commandement d'un véritable chef, le colonel Dupertuis, vient à nouveau de remplir, et au delà, la mission qui lui avait été confiée en escaladant falaises et montagnes défendues par des forces autrichiennes et en leur infligeant des échecs successifs et sanglants, bien que seul contre plusieurs bataillons. »

## Décorations
Gustave Dupertuis est nommé au grade de chevalier dans l'ordre national de la Légion d'honneur le 29 décembre 1900, promu au grade d'officier le 11 juillet 1908, au grade de commandeur le 12 juillet 1916 et enfin à celui de grand officier le 29 décembre 1923.
Il est officier de l'ordre de l'Étoile noire (Bénin) et de l'ordre du Nichan el Anouar et titulaire de la médaille coloniale avec agrafes Congo, Sahara, Tchad.
Sur la photo, on distingue : La croix d’Officier de la Légion d’honneur, la croix de guerre 1914-1918 avec 3 palmes, la croix de guerre des TOE avec 2 palmes, la médaille coloniale avec sept agrafes de campagnes, une croix d’officier d’un ordre étranger (peut être japonais) sur la 1re rangée à droite
De nombreux ordres français et étrangers sur la 2e rangée à droite dont Officier du Nichan Iftikar, Officier du Nichan El Anouar, Officier de l’Etoile Noire du Bénin, Officier d'Académie
De nombreuses croix de Commandeurs autour du cou et en prolongement le long du bord de la tunique : Commandeur de Saint Michel et Saint Georges de Grande-Bretagne, Commandeur du Ouissam Alaouite du Maroc, Commandeur de la Couronne d’Italie, Commandeur du Médjidié de Turquie, Commandeur de Saint Stanislas de Pologne, Commandeur de l’Etoile de Roumanie

## Pour approfondir